# 베스트도이체 알게마이네 차이퉁
베스트도이체 알게마이네 차이퉁(독일어: Westdeutsche Allgemeine Zeitung, 줄여서 WAZ)은 독일 에센에서 발행되는 일간 신문이다. WAZ미디어그룹에 속하며, 1948년 4월 3일 창간되었다. 베스트도이체 알게마이네 차이퉁은 독일의 가장 큰 지역신문이다. 에센과 보훔, 겔젠키르헨, 두이스부르크, 오버하우젠, 뮐하임에서는 일간신문으로서 가장 많은 독자를 보유하고 있다.

## 개관

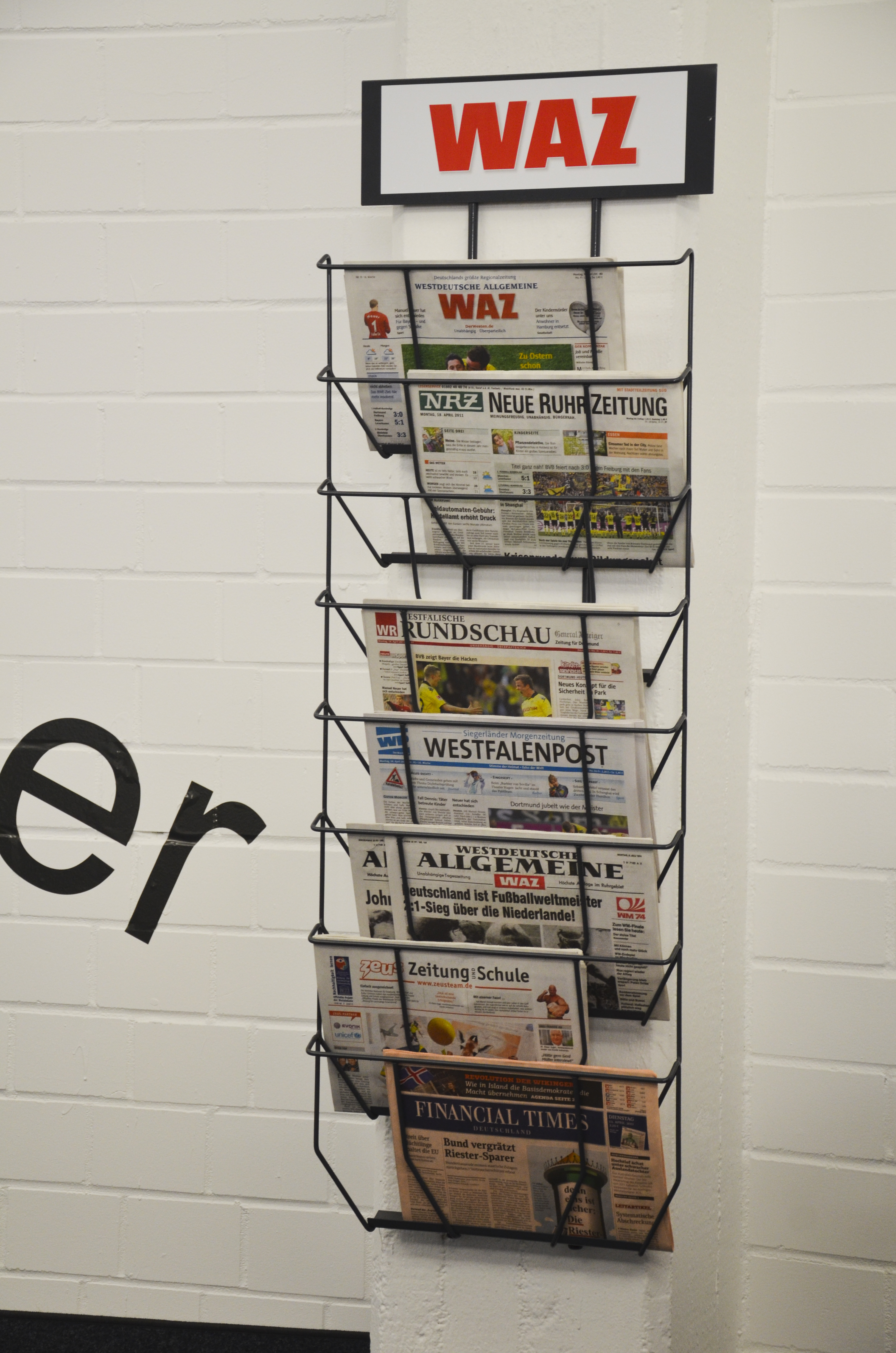
베스트도이체 알게마이네 차이퉁의 에센 프린트하우스, WAZ 미디어 그룹의 신문들

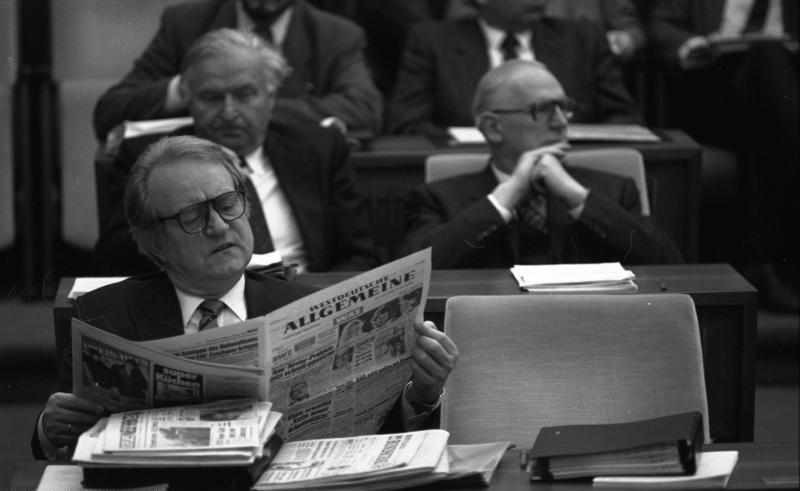
독일 연방의회 미팅 중 베스트도이체 알게마이네 차이퉁을 읽는 대통령 요하네스 라우,(1988)

베스트도이체 알게마이네 차이퉁의 본사는 에센과 부분적으로 도로트문트에도 있다. WAZ는 루어지방 전역에 걸쳐 28개의 지방판이 발행된다. 발행출판사는 루어지방 신문출판사 GmbH & Co. 에센 KG이다. 총 320명의 편집자와 사진작가가 근무하고 있으며, 고용형태는 상이하다. 에센에 위치한 본사 외에는 23개의 지역본부가있다. 2009년 7월 기준 397 145부가 판매되었다.

## 역사
베스트도이체 알게마이네 차이퉁은 1948년 4월 3일 창간되었으며, 핵심인물은 에리히 브로스트와 야콤 풍케였다. 베스트도이체 알게마이네 차이퉁이 자리를 잡으면서 WAZ 미디어 그룹이 탄생하였다. WAZ 미디어 그룹은 해외로도 사업을 확장하였다. 대표이사는 보도 홈바흐와 크리스티안 닌하우스다.
베스트도이체 알게마이네 차이퉁은 레이아웃과 형식에서 매우 크게 변하였다. 특히 여러번에 걸친 표지의 변화가 두드러진다. 예를 들어 표지와 두 번째 페이지에 연예인에 관련된 부분이 추가되었다. 또한 사회 분야에 관련된 보도가 증가하는 반면, 정치 경제 분야에 대한 보도는 감소하였다.
2005년부터 울리히 라이츠가 편집장을 맡고 있다. 라이츠는 이전 라이니쉐 포스트(Rheinische Post)에서 편집장을 지내왔었다.

## 논란
2006년에 베스트도이체 알게마이네 차이퉁은 북루어지방에 위치한 지역본부를 운영중지하기 결정하였다. 그리고 바우어 출판사를 포함한 다른 신문사들이 베스트도이체 알게마이네 차이퉁이 지역본부를 보유한 지역분부를 운영중지하였다. 이에 따라 출판사들이 발행지역을 담합하여 서로 나누어가진다는 논란이 일었다. 이는 독자의 권리를 침해한다는 비판이 가해졌다. 그러나 베스트도이체 알게마이네 차이퉁은 지역담합을 부인하였다.
 베스트도이체 알게마이네 차이퉁과 연루된 다른 출판사의 기자들은 항의시위를 하였지만 베스트도이체 알게마이네 차이퉁에는 해당 시위가 보도되지 않았다.

## 연관 사진

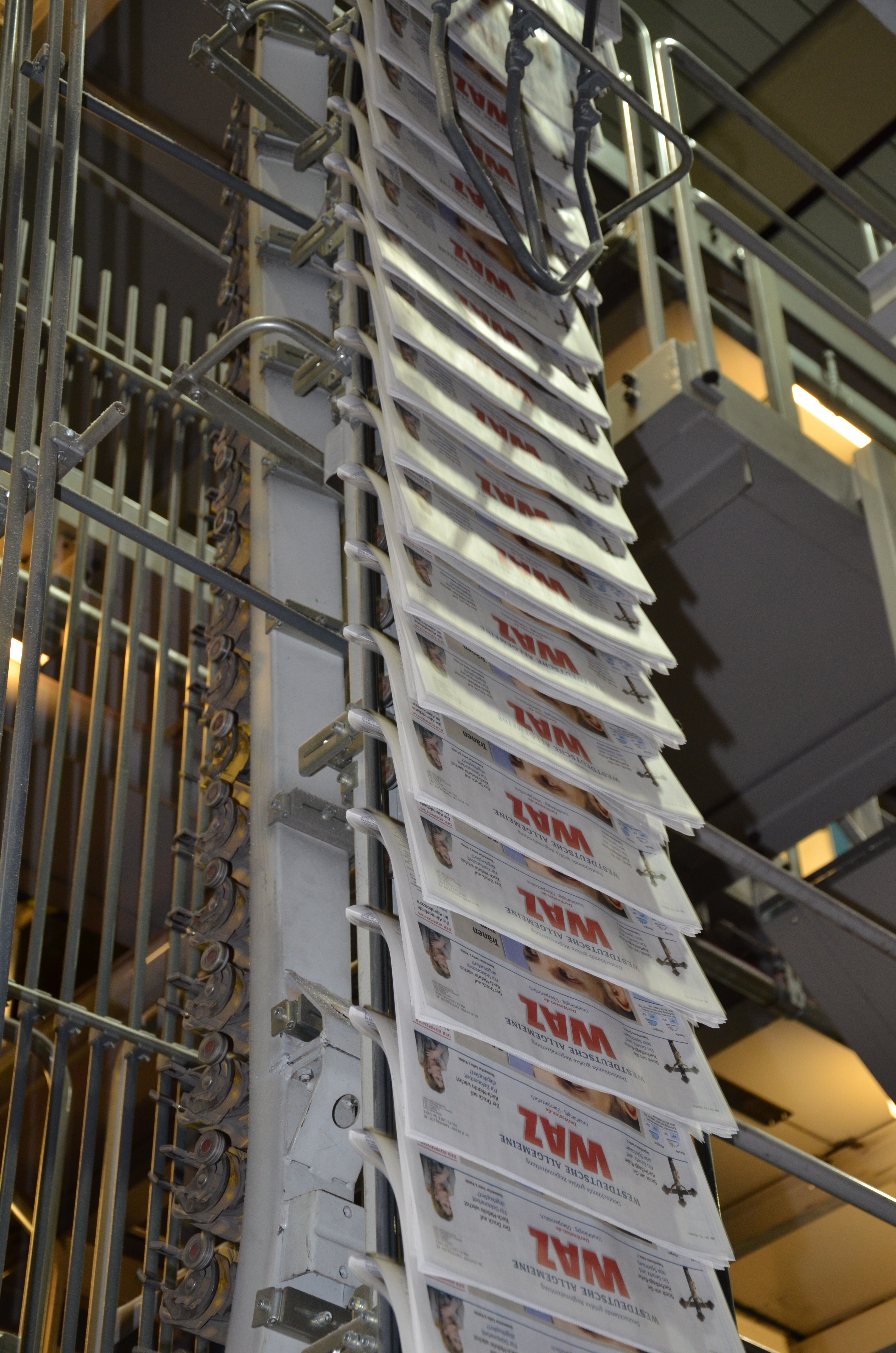
베스트도이체 알게마이네 차이퉁의 에센 프린트하우스
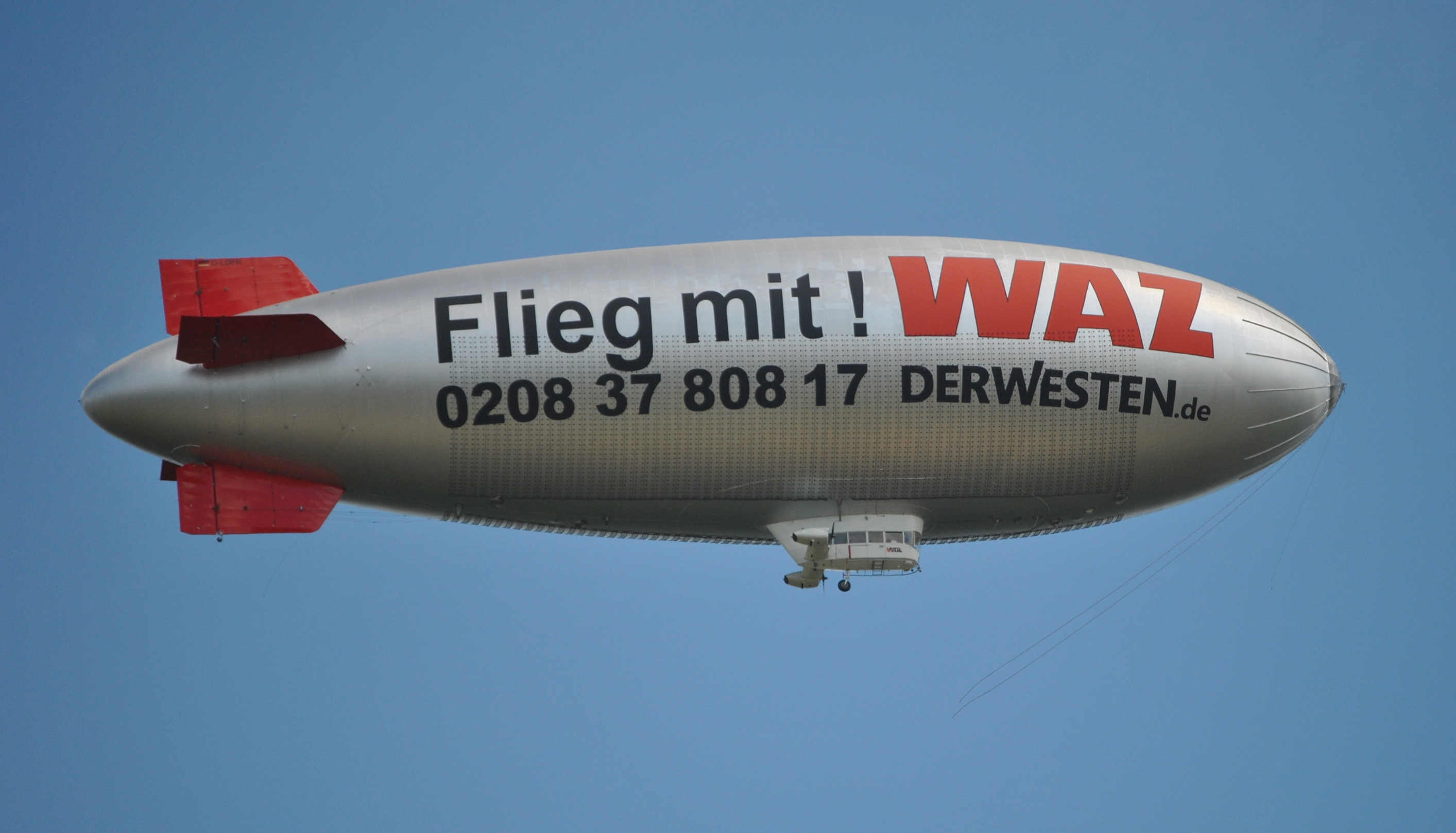
베스트도이체 알게마이네 차이퉁 광고